# Konstal 105Nm
Konstal 105Nm je čtyřnápravová tramvaj, která byla vyráběna v letech 1996–1997 polskou firmou Konstal v Chořově pro varšavskou tramvajovou síť jako nástupce tramvají 105Nf. Celkem bylo vyrobeno 14 vozů.

## Konstrukce
Tramvaj 105Nm vychází z tramvaje typu Konstal 105Nf z let 1994–1996. Jedná se o jednosměrný čtyřnápravový motorový tramvajový vůz se čtyřmi dveřmi a standardní výškou podlahy. Vozy jsou vybaveny elektrickou odporovou výzbrojí. Sedačky pro cestující jsou plastové s textilním potahem. Horní část oken je otevíratelná, výklopná. Kabina řidiče je uzavřená. Rozdílem oproti tramvajím 105Nf jsou nová spřáhla a statický měnič.

## Dodávky
| Současný stát | Město   | Článek | Typ   | Roky dodávek | Počet vozů | Evidenční čísla při dodání | Poznámky | Zdroj |
| ------------- | ------- | ------ | ----- | ------------ | ---------- | -------------------------- | -------- | ----- |
| Polsko        | Varšava | článek | 105Nm | 1996–1997    | 14         | 1457–1470                  |          | [ 1 ] |